# Dolce & Gabbana
Dolce & Gabbana S.r.l. (ˈdoltʃe e ɡabˈbaːna) – włoski luksusowy dom mody, założony przez Domenico Dolce i Stefano Gabbana w 1985 roku w Legnano.
Ubrania Dolce & Gabbana noszą m.in. Victoria Beckham, Madonna, Conor McGregor oraz Johnny Depp. Firma produkuje także kosmetyki i perfumy. Sygnowana logo D&G tańsza, młodzieżowa linia oraz Dolce & Gabbana reprezentująca stroje ekskluzywne. Wynikiem współpracy z Motorolą jest telefon Motorola V3i Dolce&Gabbana, a z Sony Ericsson – Jalou(F100) Dolce&Gabbana Edition.